# یواس‌اس کتاکتین (ای‌جی‌سی-۵)
یواس‌اس کتاکتین (ای‌جی‌سی-۵) (به انگلیسی: USS Catoctin (AGC-5)) یک کشتی است که طول آن 459 ft 3 in می‌باشد. این کشتی در سال ۱۹۴۳ ساخته شد.